# Pentheria caniceps
Pentheria caniceps är en tvåvingeart som beskrevs av Lyneborg 1972. Pentheria caniceps ingår i släktet Pentheria och familjen stilettflugor.
Artens utbredningsområde är Zimbabwe. Inga underarter finns listade i Catalogue of Life.